# Džidinskij rajon
Il Džidinskij rajon (in russo Джидинский район?) è un municipal'nyj rajon della Repubblica autonoma di Buriazia, nella Siberia. Istituito nel 1935, occupa una superficie di 8.600 chilometri quadrati, ospita una popolazione di circa 31.091 abitanti ed ha come capoluogo Petropavlovka.